# SLパレオエクスプレス
SLパレオエクスプレス (SL PALEO EXPRESS) は、秩父鉄道が秩父本線の熊谷駅 - 三峰口駅間にて運行している、蒸気機関車 (SL) 牽引による臨時急行列車である。
イベント時には、特別ヘッドマークを付け運行する。

## 概要
JR東日本の高崎線と接続する熊谷駅から秩父地方へ向かい、風光明媚な長瀞渓谷などを経由し、秩父線の終点である三峰口駅までを約2時間30分で結ぶSL列車である。
秩父鉄道の沿線である熊谷市で行われる'88さいたま博覧会の開催を前に、SL復活の機運が高まったことで運行開始が決定した。列車名は1300万年前に絶滅した海獣パレオパラドキシアが秩父地方に生息していたことに因み、その「パレオ」に「エクスプレス（急行）」を組合わせた造語である。

## 運行概況
概ね3月中旬から12月初旬の期間に運行され、冬季は運休となる。ただし、蝋梅のシーズンなどに電気機関車（EL）牽引で運行することもある。その場合、運行区間がSL牽引のときとは異なる。また2013年度（平成25年度）は冬季にも運行された。
土休日の運行が中心であるが、夏休みシーズンや埼玉県民の日（11月14日）、秩父夜祭開催日（12月3日）などで平日に運行されることもある。なお、平日運行の場合、休日運行と若干異なるダイヤとなる。

### 停車駅
熊谷駅 - ふかや花園駅 - 寄居駅 - 長瀞駅 - 皆野駅 - 秩父駅 - 御花畑駅 - 三峰口駅
- 急行「秩父路」の停車駅である武川駅・野上駅・影森駅は通過する。
- 三峰口駅行きは寄居・長瀞・秩父の各駅で、熊谷駅行きは長瀞駅で長時間停車し、その間に後続の各駅停車に抜かされる。
- 観光に適した時期やイベント開催時には、このほかの駅に臨時停車を行うことがある。
- 三峰口駅構内には転車台があり、これによる方向転換と、引き上げ線での点検、駅での機回しや増解結など、列車の折返し作業をすべて間近で見ることができる。この転車台での乗車や駅員業務の体験は、秩父市へのふるさと納税返礼品となっている[2]。
- 熊谷駅には転車台がないため、広瀬川原車両基地 - 熊谷間の回送列車はELが牽引する。

## 使用車両
- 機関車：C58形蒸気機関車363号機
  - 2012年（平成24年）8月6日にSLが事故で損傷した時と、2020年（令和2年）のSL全般検査による運休時は、暫定的にデキ200形等のELが牽引した。その際は列車名を「ELパレオエクスプレス」として運行した。
- 客車：12系（4両）
  - 2000年（平成12年）より運行[1]。

- C58 363
- 12系
- デキ100形の牽引する「ELパレオエクスプレス」

### 編成
ここでは自由席車両を自、指定席車両を指（緑色の部分）と表記する。
- 下り熊谷駅発三峰口駅行き5001列車

| ←三峰口駅 熊谷駅→ |      |      |      |      |
| SL                | 1 指 | 2 自 | 3 自 | 4 自 |
- 上り三峰口駅発熊谷駅行き5002列車

| ←三峰口駅 熊谷駅→ |      |      |      |    |
| 1 自              | 2 自 | 3 自 | 4 指 | SL |
車両番号は以下のとおり。
- 1号車：スハフ12 102（元スハフ12 152）
- 2号車：オハ12 112（元オハ12 32）
- 3号車：オハ12 111（元オハ12 34）
- 4号車：スハフ12 101（元スハフ12 149）

なお、2021年（令和3年）および2022年（令和4年）の運行にあたっては、新型コロナウイルス感染拡大防止の観点から全車両指定席車として運行し、自由席の設定はない。

## マスコットキャラクター

### パレオくん
パレオくんは、2001年（平成13年）5月26日に初登場したが、それはハイキングのチラシであり、当列車関連ではなかった。2005年（平成17年）からは着ぐるみも登場。それ以降は、年初めの出発式、わくわく鉄道フェスタなど各所に登場するようになる。
ゆる玉応援団 団員No.79。

### パレナちゃん
パレオくんの女の子版のパレナちゃんが、2008年（平成20年）に初登場した。なお、名前は広瀬川原車両基地で開催された、わくわく鉄道フェスタ2008で公募によって決定した。
ゆる玉応援団 団員No.80。

## SL乗車券
乗車には乗車券のほか、「SL指定席券」（740円）か「SL自由席券」（520円）が必要。SLの不調や貸出などにより、ELによる代理牽引運転になった場合、乗車券のみで乗車できるため、これらは払い戻しとなる。 なお、2021年（令和3年）及び2022年（令和4年）は全車指定席としての運行となり、「SL指定席券」のみの取扱いとなるため「SL自由席券」は販売されなかった。
2021年2月時点、「SL指定席券」および「SL自由席券」は、個人の場合「秩父鉄道SL予約システム」から予約発売となっている。
以前は「SL座席指定券」（720円）をJR東日本（みどりの窓口およびびゅうプラザ）でのみ取扱っていたが、JR東日本での取扱が2019年（令和元年）9月29日運転分までで停止されたため、「SL座席指定券」の販売を終了した。
西武秩父駅乗り入れ臨時運転日は、復路を含め全て西武鉄道側のみで発売され、通常の場所では一切取り扱わない。2017年（平成29年）5月27日運行分は西武秩父駅乗り入れ臨時運転にもかかわらず、JR東日本が誤って発売するトラブルが発生した。これはJR東日本側のシステムへの運転日登録のミスによるもの。

## 沿革
- 1987年（昭和62年）
  - 3月6日：日本国有鉄道（国鉄）が、埼玉県北足立郡吹上町（現・鴻巣市）立吹上小学校に展示されていたC58 363の車籍を復活。
  - 3月26日：C58 363が、国鉄（国鉄分割民営化に伴い4月1日以降はJR東日本）高崎運転所の所属となる。
- 1988年（昭和63年）
  - 3月15日：熊谷市で開催された'88さいたま博覧会（さいたま博）の開催を記念して「SLパレオエクスプレス」運行開始。JR東日本が保有する43系客車が使用された。
  - 8月24日：博覧会開催期間限定での運行だったものを、通年運行に切り替え[9]。
- 2000年（平成12年）
  - 客車を、JR東日本から購入・リニューアルしたダークグリーンの12系客車に置き換え。
- 2001年（平成13年）
  - 5月26日：マスコットキャラクター「パレオくん」登場。
- 2005年（平成17年）
  - この年の運行より指定席を設定。
- 2007年（平成19年）
  - 運行20年目を迎える。
- 2008年（平成20年）
  - マスコットキャラクター第2弾「パレナちゃん」登場。
- 2012年（平成24年）
  - 運行25年目に合わせ、C58 363の大規模点検および12系客車のリニューアル（塗装をダークグリーンから赤茶色に塗り替えた上で、車内をレトロ調にリニューアル[10]）を実施。
  - 6月19日：2000回運転を達成。
  - 8月6日：広瀬川原車両基地で入換作業中のC58 363が脱線[11]。年内はEL牽引での運行に変更[12]。
- 2013年（平成25年）
  - 3月20日：運行再開[13]。
  - 12月21日 - 23日：冬休み特別運転として「SLクリスマスエクスプレス」運行。
- 2014年（平成26年）
  - 1月1日 - 3日：冬休み特別運転として「SL秩父路はつもうで号」運行。
- 2015年（平成27年）
  - 3月22日：アニメ『あの日見た花の名前を僕達はまだ知らない。』（あの花）とコラボレートした「あの花×SLパレオエクスプレス記念乗車券」発売記念号として運行[14]。
  - 9月19日 - アニメ映画『心が叫びたがってるんだ。』上映記念列車として運行[15]。
- 2016年（平成28年）
  - 5月28日 - 29日：西武秩父駅発三峰口駅行き臨時SL列車が運行[16]。西武鉄道への乗り入れは運行開始以来初めてである[16][17]。それ以降は、年数回ずつ運行。
- 2019年（令和元年）
  - 11月14日：SLの不具合のため、「EL埼玉県民の日号」として運行。
  - 11月23日、11月30日、12月7日：客車の仮設テーブルで食事を提供する「SLパレオ de ランチ」を実施[18]。
- 2020年（令和2年）
  - C58 363の全般検査に伴い、同年のSL運行を休止[7]。同年は不定期的にELが運行した。
    - なお、SLの全般検査は新型コロナ禍以前から決定していたため、影響は最小限に抑えられた。
- 2021年（令和3年）
  - 2月13日：C58 363の全般検査が終了し、約1年2カ月ぶりに運行再開。「SLファーストラン号」として特別ヘッドマークのほか、ファーストランサボや日章旗を掲出[19]。
- 2022年（令和4年）
  - 10月1日：ダイヤ改正により、ふかや花園駅に停車する一方で、武川駅を通過とする[20]。
  - 10月22日から11月6日までの土休日は、ふかや花園駅前後の混雑対策の観点から、下りのみ熊谷→寄居間を運休、寄居→三峰口間の運行とした上で、SL指定席料金を不要とする[20]（ただし、全車指定席扱いなのは変わらないため、無料であっても事前の座席予約は必要）。
  - 11月25日 - 27日：33号機仕様で運転[21]。
- 2023年（令和5年）
  - 5月27日 - 6月11日：ゲーム『崩壊:スターレイル』コラボ記念列車として運行。
- 2024年（令和6年）
  - 3月16日 - 17日：初の夜行列車として『SL終夜運転 C58＆12系 夜行急行「第51三峰号」熊谷行』を団体臨時列車として運行。
  - 4月13日 - 21日：C58 363の製造80周年を記念し、JR東日本ぐんま車両センターから旧型客車を借入れて運行。送り込み回送の牽引機も茶色のデキ105に変更した。

## 備考
- 運行開始当初は、急勾配に備えてELを補助機関車（補機）として最後尾に連結して運行していた。しかし、のちにSL単機での牽引が可能であると判明してからは、回送時やSL不調時および長期検査時、イベントによる重連運転などを除いて使用しなくなった。
- 車内で流れる沿線観光案内アナウンスは、秩父市出身の落語家である林家たい平が担当している。EL牽引時は別バージョン（SLをELに言い替えたもの）が使用される。
- 車内販売も行っており、SL車内弁当、お土産品、秩父鉄道オリジナルグッズ、飲み物類を販売している。SL車内弁当は沿線レストランと提携した「SL弁当開発プロジェクト」によって開発されており何度かリニューアルされている（SL車内弁当は事前予約制）[22]。
- パレオエクスプレス乗車時にもらえる乗車記念証の裏面には、乗車記念スタンプを押せるスペースがある。スタンプ台は客車1号車と2号車の間に設置されている。